# Liceu Domingos Ramos
O Liceu Domingos Ramos (LDR) é uma escola de ensino secundário da Praia, na ilha de Santiago, em Cabo Verde.
É um dos estabelecimentos de ensino mais tradicionais do país, responsável por formar grande parte da elite intelectual caboverdiana.

## Histórico
O Liceu Domingos Ramos iniciou seu percurso ainda no século XIX, embora tenha ficado inativo por quase um século.

### Século XIX
Tradicionalmente considera-se que a instituição que deu origem a este liceu tenha sido o Liceu Nacional da Província de Cabo Verde, criado pela portaria nº 313-A, de 15 de dezembro de 1860. Foi alojado no Edifício dos Paços do Concelho da Praia, tendo, porém, uma vida muito efêmera, funcionando somente por dois anos (1860 e 1861), fechando por falta de pagamento aos docentes.

### Refundação
Em 22 de junho de 1955, foi instalado na cidade da Praia, na sequência da visita do Presidente da República Francisco Craveiro Lopes à Secção do Liceu Gil Eanes na Praia. Ficando temporariamente no prédio da Casa Serbam, atendia num primeiro momento, 219 alunos.
No dia 10 de dezembro de 1960, quase um século após sua criação oficial, a Secção da Praia foi elevada, passando a chamar-se Liceu Nacional da Praia.. Foi transferido novamente para seu prédio histórico, o Edifício dos Paços do Concelho da Praia, ficando ali até 1962
Quando liceu ganhou seu prédio próprio, o "Edifício do Liceu da Praia", de autoria de  Luís Mello e Tito Esteves, a instituição passou a ser chamada de Liceu Adriano Moreira, por meio da portaria nº 6.429, de 8 de setembro de 1962.

### Pós-independência
Após Cabo Verde conquistar a independência de Portugal, o Ministério da Educação e Cultura ordenou, por meio de um despacho, de 24 de abril de 1975, que o Liceu Nacional Adriano Moreira deveria designar-se Liceu Domingos Ramos, em homenagem a Domingos Ramos, herói do PAIGC natural da Guiné-Bissau, morto em 1966.

## Pessoas notáveis
Passaram pelo LDR figuras como:
- Jorge Carlos Fonseca - presidente de Cabo Verde;
- Ulisses Correia e Silva - primeiro-ministro de Cabo Verde;
- Arlindo Gomes Furtado - cardeal católico;
- José Maria Neves - ex-primeiro-ministro de Cabo Verde e ex-presidente do PAICV;
- Carlos Veiga - ex-primeiro-ministro de Cabo Verde e ex-presidente do Movimento para a Democracia;
- Ondina Ferreira - ex-ministra da Educação e da Cultura e também ex-ministra da Comunicação Social;
- David Hopffer - ex-ministro da Cultura.
- Ildo Lobo - músico.
- Zeca Couto - músico.
- Jorge Brito, vice reitor da Universidade Jean Piaget e ex-Director Geral do Ensino Superior e Ciência.